# Superliga 1996/97 (Türkei)
Die Saison 1996/97 war die fünfte Spielzeit der Superliga, der höchsten türkischen Eishockeyspielklasse. Meister wurde zum vierten Mal in der Vereinsgeschichte Büyükşehir Belediyesi Ankara Spor Kulübü.

## Hauptrunde

### Modus
In der Hauptrunde absolvierte jede der sechs Mannschaften insgesamt zehn Spiele. Der Erstplatzierte der Hauptrunde wurde Meister. Für einen Sieg erhielt jede Mannschaft zwei Punkte, bei einem Unentschieden gab es einen Punkt und bei einer Niederlage null Punkte.

### Tabelle
|    | Klub                                     | Sp | Tore   | Punkte |
| -- | ---------------------------------------- | -- | ------ | ------ |
| 1. | Büyükşehir Belediyesi Ankara Spor Kulübü | 10 | 223:32 | 18     |
| 2. | İstanbul Paten Spor Kulübü               | 10 | 180:27 | 18     |
| 3. | Kavaklıdere Belediyesi Ankara            | 10 | 84:91  | 8      |
| 4. | Kolejliler Ankara                        | 10 | 33:118 | 7      |
| 5. | Emniyet Spor Kulübü                      | 10 | 47:124 | 6      |
| 6. | Istanbul Tarabya                         | 10 | 30:205 | 3      |

Sp = Spiele, S = Siege, U = unentschieden, N = Niederlagen, OTS = Overtime-Siege, OTN = Overtime-Niederlage, SOS = Penalty-Siege, SON = Penalty-Niederlage